# Into the Dark Forest
Into the Dark Forest – pierwszy album hiszpańskiego black metalowego zespołu Elffor. Został wydany 12 sierpnia 1998 roku.

## Lista utworów
| Lista utworów | Lista utworów                                                         | Lista utworów |
| Nr            | Tytuł utworu                                                          | Długość       |
| ------------- | --------------------------------------------------------------------- | ------------- |
| 1.            | „Intro (Those Dark Battles)”                                          | 3:32          |
| 2.            | „Into the Dark Forest…”                                               | 4:20          |
| 3.            | „Darkness In the Foggy Mountains”                                     | 5:37          |
| 4.            | „Frostfog”                                                            | 6:29          |
| 5.            | „The Lonely Mountain”                                                 | 5:39          |
| 6.            | „Under the Northern Icemoon”                                          | 3:10          |
| 7.            | „Entrance to The Fog”                                                 | 5:57          |
| 8.            | „The Threshold of the Unknown Kingdom” (Utwór z reedycji z 2007 roku) | 4:43          |
| 9.            | „Chaos Reigns…” (Utwór z reedycji z 2007 roku)                        | 5:45          |
|               |                                                                       | 45:12         |